# Nestor (Schiff, 1939)
Die Nestor war ein Frachtschiff der Reederei D. G. „Neptun“ aus Bremen, das im Zweiten Weltkrieg von der Kriegsmarine requiriert und als Sperrbrecher eingesetzt wurde und dabei sank. Sie war das dritte von insgesamt vier Schiffen der Reederei mit dem Namen Nestor.

## Bau und technische Daten
Das Schiff lief am 28. Januar 1939 mit der Baunummer 760 auf der Werft Bremer Vulkan in Vegesack vom Stapel und wurde am 27. Februar 1939 an die DG Neptun abgeliefert. Es war 101,6 Meter lang und 14,6 Meter breit und hatte 4,4 Meter Tiefgang. Es war mit 2446 BRT vermessen und hatte eine Tragfähigkeit von 3065 tdw. Neben Stückgut konnte es auch bis zu 12 Passagiere in Kabinen mit zwei oder vier Kojen befördern, für die es einen eleganten Speisesaal gab. Der 5-Zylinder doppeltwirkende Zweitakt-Dieselmotor der Bremer Vulkan leistete 975 nhp und ermöglichte über eine Schraube eine Geschwindigkeit von 14,0 Knoten. Vor und hinter dem Deckshaus mittschiffs befand sich je ein Mast mit jeweils vier Ladebäumen.

## Schicksal
Die Nestor machte ihre Jungfernfahrt nach Bilbao. Sie wurde bis zum Kriegsausbruch im September 1939 im Liniendienst nach Spanien und Portugal eingesetzt, war danach jedoch aufgelegt.
Am 16. August 1940 wurde das Schiff von der Kriegsmarine requiriert und unter der Bezeichnung H 35 als Transporter für das Unternehmen Seelöwe, die von der Wehrmacht vorbereitete, aber nicht durchgeführte Invasion Großbritanniens, bereitgestellt. Nachdem dieses Unternehmen gegen Ende 1940 stillschweigend aufgegeben worden war, wurde die Nestor im Frühjahr 1941 auf der Werft Wilton-Fijenoord in Schiedam in den besetzten Niederlanden durch Ausrüstung mit einer VES-Anlage zum Sperrbrecher umgebaut. Als Bewaffnung erhielt sie zwei 10,5-cm-Geschütze, sechs 37-mm-Flak, vierzehn 20-mm-Flak und ein Abschussgerät für 8,6-cm-Drahtseilraketen (DSR).  Am 5. Juli 1941 wurde sie unter der Bezeichnung Sperrbrecher 21 bei der 4. Sperrbrecherflottille in Dienst gestellt. Die Flottille operierte vornehmlich im Ärmelkanal von der Scheldemündung bis Cherbourg.
Die Bewaffnung des Schiffs scheint in dieser Zeit stärker auf Fliegerabwehr umgestellt worden zu sein: Nur noch ein 10,5-cm-Geschütz, aber mehrere 2-cm-Vierlings-Flak werden erwähnt.
Am 16. Juni 1943 um 20:20 Uhr lief die ex-Nestor in der Gironde auf eine von der RAF in einer Minenoffensive gegen die von der Wehrmacht besetzten Häfen von der Biskaya bis nach Friesland abgeworfene Grundmine und sank. Das Wrack blieb dort liegen und am 26. Dezember 1943 riss sich der aus Japan zurückkehrende Blockadebrecher Osorno nach dem Einlaufen in die Gironde daran den Rumpf auf und musste auf den Strand gesetzt werden, um wenigstens die wertvolle Ladung zu retten.